# 辰之口古墳
辰之口古墳（日语：／ Tatsunokuchikofun）是位於日本廣島縣神石郡神石高原町高光的一座前方後圓墳，廣島縣指定史跡，備後地方最大規模的古墳，廣島縣來說則是第二大，推算建於古墳時代前期（4世紀後半）。

## 概要
古墳位於神石高原町北西部，山間部分的低處丘陵，是一座前方後圓墳，前方部分朝南，墳丘長77米，為備後地方最大，廣島縣來說次於長92米，東廣島市的三城古墳，排第二位。主體部分的墓室分別有位於後圓部墳頂的豎穴式石室和西面中間細部的埴輪棺。石室由2000塊原約5厘米的板石堆疊而成，長6.7米，闊0.8米，高1.1米，、石室出土了碧玉製管玉。
古墳估計建於古墳時代前期（4世紀後半），地理位置處於吉備地方和出雲地方交界處，其建成背景與大和王權視該處為對吉備和出雲的要衝有關。
2009年，古墳域成為廣島縣指定史跡。

## 規模
古墳規模如下。
- 墳丘長：77米
- 後圓部分
  - 直徑：南北41米、東西36米
  - 高：7.3米
- 前方部分
  - 長：36米
  - 前端闊：24米
  - 高：4.9米
- 中間細部
  - 闊：16米

## 文物

### 廣島縣指定文物
- 史跡
  - 辰の口古墳—2009年4月23日指定[1]。

## 外部連結
- 辰の口古墳 （页面存档备份，存于）
- 辰ノ口古墳 （页面存档备份，存于）